# SC Bastia
Sporting Club bastiais – francuski klub piłkarski z siedzibą w Bastii na Korsyce, założony w 1905 r.

## Historia
SC Bastia została założona w 1905 r. w kawiarni Café des Palmiers przez grupę trzech osób: Szwajcara Hansa Ruescha (nauczyciela języka niemieckiego w miejscowym liceum), Emile'a Brandiziego (pierwszego prezesa klubu) oraz Joachima Vincensiniego. Największym sukcesem drużyny jest finał Pucharu UEFA w 1978 r.
Herb klubu to jednopolowa niebieska tarcza, otoczona czarnym pasem, w polu niebieska, biała wieża z wpisaną w nią głową Maura (symbolem Korsyki), nad nią umieszczona jest nazwa klubu. Pod spodem znajduje się data powstania klubu. Hymnem klubowym jest pieśń Ssu cantu fattu di turchinu.

## Dotychczasowe nazwy
- 1905–1962: Sporting Club de Bastia
- 1962–1992: Sporting Étoile Club Bastia
- 1992–2017: Sporting Club de Bastia
- od 2017: Sporting Club bastiais

## Sukcesy
- Mistrz Ligue 2: 1968, 2012
- Mistrz National: 2011
- Puchar Francji: 1981
- Puchar Intertoto: 1997
- Mistrz Korsyki: 1922, 1927, 1928, 1929, 1930, 1931, 1932, 1935, 1936, 1942, 1943, 1946, 1947, 1949, 1959, 1962, 1963

## Skład w sezonie 2015/16
Stan na: 1 września 2015
| Nr | Poz. | Piłkarz                                     |
| -- | ---- | ------------------------------------------- |
| 1  | BR   | Jesper Hansen                               |
| 2  | NA   | Sadio Diallo                                |
| 5  | OB   | Sébastien Squillaci                         |
| 6  | PO   | Seko Fofana (wypożyczony z Manchester City) |
| 7  | PO   | Floyd Ayité                                 |
| 8  | PO   | Gaël Danic                                  |
| 9  | NA   | Florian Raspentino                          |
| 10 | PO   | Lyes Houri                                  |
| 11 | NA   | Brandão                                     |
| 13 | PO   | Abdoulaye Keita                             |
| 14 | PO   | Mehdi Mostefa                               |
| 15 | PO   | Julian Palmieri                             |
| 16 | BR   | Jean-Louis Leca                             |

| Nr | Poz. | Piłkarz              |
| -- | ---- | -------------------- |
| 17 | OB   | Mathieu Peybernes    |
| 18 | PO   | Yannick Cahuzac ()   |
| 19 | PO   | Axel Ngando          |
| 20 | OB   | François Modesto     |
| 22 | PO   | Christopher Maboulou |
| 23 | OB   | Alexander Djiku      |
| 24 | OB   | Yassine Jebbour      |
| 25 | NA   | François Kamano      |
| 28 | OB   | Florian Marange      |
| 29 | OB   | Gilles Cioni         |
| 30 | BR   | Thomas Vincensini    |
| 33 | NA   | Lassana Coulibaly    |

### Piłkarze na wypożyczeniu
| Nr | Poz. | Piłkarz                      |
| -- | ---- | ---------------------------- |
|    | NA   | Luka Kikabidze (w CA Bastia) |

| Nr | Poz. | Piłkarz                      |
| -- | ---- | ---------------------------- |
|    | NA   | Famoussa Koné (w Samsunspor) |

## Europejskie puchary
Legenda do wszystkich tabel:
- Q – runda eliminacyjna, 1/16, 1/8, 1/4, 1/2 – odpowiednia faza rozgrywek, Grupa – runda grupowa, 1r gr – pierwsza runda grupowa, 2r gr – druga runda grupowa, F – finał, R – runda, PO – play-off
- k. – rzuty karne, los. – losowanie, Dogr. – dogrywka, w. – zasada bramek strzelonych na wyjeździe

| Sezon   | Rozgrywki                 | Runda   | Klub                         | Dom | Wyjazd | Ogólnie    |
| ------- | ------------------------- | ------- | ---------------------------- | --- | ------ | ---------- |
| 1972/73 | Puchar Zdobywców Pucharów | 1R      | Atlético Madryt              | 0–0 | 1–2    | 1–2        |
| 1977/78 | Puchar UEFA               | 1R      | Sporting CP                  | 3–2 | 2–1    | 5–3        |
| 1977/78 | Puchar UEFA               | 2R      | Newcastle United             | 2–1 | 3–1    | 5–2        |
| 1977/78 | Puchar UEFA               | 1/8     | Torino FC                    | 2–1 | 3–2    | 5–3        |
| 1977/78 | Puchar UEFA               | 1/4     | FC Carl Zeiss Jena           | 7–2 | 2–4    | 9–6        |
| 1977/78 | Puchar UEFA               | 1/2     | Grasshopper Club             | 1–0 | 2–3    | 3–3, w.    |
| 1977/78 | Puchar UEFA               | F       | PSV Eindhoven                | 0–0 | 0–3    | 0–3        |
| 1981/82 | Puchar Zdobywców Pucharów | 1R      | KTP Kotka                    | 5–0 | 0–0    | 5–0        |
| 1981/82 | Puchar Zdobywców Pucharów | 1/8     | Dinamo Tbilisi               | 1–1 | 1–3    | 2–4        |
| 1997    | Puchar Intertoto          | Grupa 2 | Silkeborg IF                 | 1–0 |        | 1. miejsce |
| 1997    | Puchar Intertoto          | Grupa 2 | Grazer AK                    | 1–2 |        | 1. miejsce |
| 1997    | Puchar Intertoto          | Grupa 2 | Hrvatski Dragovoljac Zagrzeb |     | 1–0    | 1. miejsce |
| 1997    | Puchar Intertoto          | Grupa 2 | Ebbw Vale                    |     | 2–1    | 1. miejsce |
| 1997    | Puchar Intertoto          | 1/2     | Hamburger SV                 | 1–1 | 1–0    | 2–1, dogr. |
| 1997    | Puchar Intertoto          | F       | Halmstads BK                 | 1–1 | 1–0    | 2–1, dogr. |
| 1997/98 | Puchar UEFA               | 1R      | SL Benfica                   | 1–0 | 0–0    | 1–0        |
| 1997/98 | Puchar UEFA               | 2R      | Steaua Bukareszt             | 3–2 | 0–1    | 3–3, w.    |
| 1998    | Puchar Intertoto          | 2R      | Makedonija                   | 7–0 | 0–1    | 7–1        |
| 1998    | Puchar Intertoto          | 3R      | Altay Izmir                  | 2–0 | 2–3    | 4–3, dogr. |
| 1998    | Puchar Intertoto          | 1/2     | FK Vojvodina Nowy Sad        | 2–0 | 0–4    | 2–4        |
| 2001    | Puchar Intertoto          | 2R      | NK Slaven Belupo             | 0–1 | 0–1    | 0–2        |